# Mesa de San Pedro
Mesa de San Pedro är en ort i Mexiko.   Den ligger i kommunen Pueblo Nuevo och delstaten Durango, i den centrala delen av landet, 800 km nordväst om huvudstaden Mexico City. Mesa de San Pedro ligger 950 meter över havet och antalet invånare är 771.
Terrängen runt Mesa de San Pedro är bergig åt nordost, men åt sydväst är den kuperad. Runt Mesa de San Pedro är det mycket glesbefolkat, med 6 invånare per kvadratkilometer. Mesa de San Pedro är det största samhället i trakten. I omgivningarna runt Mesa de San Pedro växer huvudsakligen savannskog.